# Síntesi d'obertura

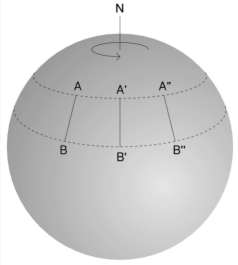
La majoria dels interferòmetres de síntesi d'obertura usen la rotació de la Terra per a incrementar el nombre d'orientacions de les línies de base incloses en una observació. En l'exemple anterior, la Terra es representa com una esfera grisa; la línia de base entre el telescopi A i el telescopi B canvia l'angle amb el temps, com es veu des de les fonts de ràdio a mesura que gira la Terra. Prenent dades en diferents moments, ens proporciona mesures amb diferents separacions de telescopis

La síntesi d'obertura o imatge sintètica és un tipus d'interferometria que mescla els senyals d'un conjunt de telescopis per produir imatges amb una mateixa resolució angular, com si fos un instrument de la mida del conjunt de telescopis. A cada separació i orientació, el patró de l'interferòmetre produeix una sortida que és una component de la transformada de Fournier de la distribució espacial de la lluentor de l'objecte observat. La imatge (o mapa) de la font es construeix a partir d'aquestes mesures. Els interferòmetres astronòmics s'usen normalment per a observacions submil·limètriques òptiques infraroges d'alta resolució i per a radioastronomia.

## Principi
Per tal de poder formar una imatge d'alta qualitat, cal un nombre important de separacions entre els telescopis. La separació entre dos telescopis, vista des de l'objecte observat, s'anomena línia de base. Com més nombroses siguin les línies de base, millor serà la imatge. Per exemple, el telescopi Very Large Array consta de 27 telescopis, que formen 351 línies de base independents. Per contra, els conjunt de telescopis dins el visible més gran tan sols agrupen 6 telescopis, i donen imatges de pitjor qualitat amb 15 línies de base.
La majoria dels sistemes que usen la síntesi d'obertura utilitzen la rotació de la Terra per a augmentar el nombre de línies de base. Agrupant les dades preses en diferents moments, se'n pot accedir a angles i separacions més variades, sense la necessitat d'un telescopi suplementari. Alguns instruments utilitzen una rotació artificial del conjunt d'interferòmetres, com en la interferometria d'emmascarament d'obertura.